# كارل جولدنبيرج
كارل جولدنبيرج (بالإنجليزية: Carl Goldenberg)‏ هو محامي وسياسي كندي، ولد في 20 أكتوبر 1907 في مونتريال في كندا، وتوفي في 22 يوليو 1996 في تورونتو في كندا. حزبياً، نشط في الحزب الليبرالي الكندي. وقد انتخب عضو مجلس الشيوخ الكندي.